# Vector Markup Language
Vector Markup Language （VML、ベクトルマークアップ言語） は、ベクター画像を描画するための XML 言語である。
VML は1998年に Microsoft, Macromedia, HP, Autodesk, Visio の 5 社によって W3C に提出された。
その一方で Adobe や Sun など数社は、競合する仕様である PGML を提出した。
この 2 つの仕様は後に統合・改良され、その結果 SVG が生まれた。
VML は W3C標準にはならなかったものの、Internet Explorer 5.0 以降及び Microsoft Office 2000 以降の製品に実装されている。
Google マップや非ActiveX型電子国土Webシステムのβ2版では、Internet Explorer 5.5 以降のブラウザでベクトル画像を描画する手段として VML を採用している。,

## コード例
以下に、赤色で塗りつぶされた楕円を描画するコードの例を示す。
```
<v:oval
 
style=
"position:absolute; left:0; top:0;

               width:100pt; height:50pt"
 

               
fillcolor=
"red"
>

</v:oval>

```

参考までに、SVG でこれと等価な図形を描くためのコードを以下に示す。
```
<ellipse
 
cx=
"50"
 
cy=
"25"
 
rx=
"50"
 
ry=
"25"
 
style=
"fill:red;"
/>

```